# Inter Bangkok FC
Der Inter Bangkok Football Club (thailändisch สโมสรฟุตบอลอินเตอร์ แบงค็อก) ist ein thailändischer Fußballverein aus der Metropolregion Bangkok, der in der Thai League 3 (Cental Region), der dritthöchsten thailändischen Spielklasse, spielt.

## Vereinsgeschichte
Der Verein wurde 2015 als Bangkok U. Deffo FC gegründet. 2018 erfolgte die Umbenennung in Deffo FC. Der Verein startete in der dritten Liga, der Regional League Division 2. Hier startete man in der Region Bangkok. Mit Eintreten der Ligareform 2017 spielt der Verein ebenfalls in der dritten Liga, der heutigen Thai League 3. Seit 2017 spielt der Verein in der Lower-Region. Ende 2018 musste der Verein den Weg in die Viertklassigkeit antreten. Nach dem Abstieg wurde der Verein in Rangsit United FC umbenannt.

### Namensänderungen
- 2015: Gründung als Bangkok University Deffo FC
- 2018: Umbenennung in Deffo FC
- 2019: Umbenennung in Rangsit United FC[1]
- 2020: Umbenennung in Inter Bangkok FC

## Stadion
Der Verein trägt seine Heimspiele im 72nd Anniversary Stadium (Min Buri) im Bangkoker Bezirk Min Buri aus. Das Stadion hat ein Fassungsvermögen von 10.000 Personen. Besitzer des Stadions ist die Stadt Bangkok. 

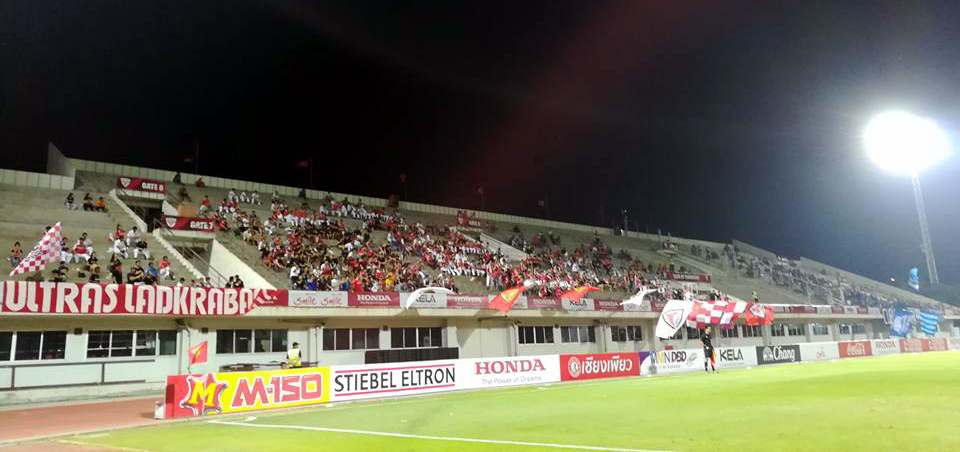
72nd Anniversary Stadium (Min Buri)

### Spielstätten
| Saison                   | Stadion                                | Standort                                  | Kapazität | Eigentümer                       | Koordinaten                      |
| ------------------------ | -------------------------------------- | ----------------------------------------- | --------- | -------------------------------- | -------------------------------- |
| 2015–2017                | Bangkok University Stadium             | Amphoe Khlong Luang, Provinz Pathum Thani | 3000      | Bangkok-Universität              | 14° 2′ 19,5″ N, 100° 36′ 8,2″ O  |
| 2018                     | TOT Stadium Chaeng Watthana            | Lak Si, Bangkok                           | 5000      | TOT Public Company Limited       | 13° 53′ 3″ N, 100° 34′ 37″ O     |
| 2019 bis Januar 2020     | Queen Sirikit 60th Anniversary Stadium | Amphoe Thanyaburi, Provinz Pathum Thani   | 5000      | Department of Physical Education | 14° 1′ 40,8″ N, 100° 43′ 32,9″ O |
| September 2020 bis heute | 72nd Anniversary Stadium (Min Buri)    | Min Buri, Bangkok                         | 10.000    | Stadt Bangkok                    | 13° 48′ 7″ N, 100° 47′ 27″ O     |

## Beste Torjäger ab 2017
| Saison  | Name                                   | Tore |
| ------- | -------------------------------------- | ---- |
| 2017    | Anusak Laosangthai                     | 23   |
| 2018    | Tangeni Shipahu Wachira Phanphinit     | 4    |
| 2019    | Pasongsin Siripichien Acharob Yohannan | 2    |
| 2020/21 | Caio Da Conceicao Silva                | 6    |
| 2021/22 | Intouch Yamyindee                      | 3    |
| 2022/23 |                                        |      |

## Saisonplatzierung
| Saison                      | Liga                                 | Liga                        | Liga                        | Liga                        | Liga                        | Liga                        | Liga                        | Liga                        | Liga                        | Pokal                       | Pokal                       | Pokal                       |
| Saison                      | Liga                                 | Level                       | Spiele                      | S                           | U                           | N                           | Tore                        | Punkte                      | Position                    | FA Cup                      | League Cup                  | T3 Cup                      |
| Bangkok University Deffo FC | Bangkok University Deffo FC          | Bangkok University Deffo FC | Bangkok University Deffo FC | Bangkok University Deffo FC | Bangkok University Deffo FC | Bangkok University Deffo FC | Bangkok University Deffo FC | Bangkok University Deffo FC | Bangkok University Deffo FC | Bangkok University Deffo FC | Bangkok University Deffo FC | Bangkok University Deffo FC |
| --------------------------- | ------------------------------------ | --------------------------- | --------------------------- | --------------------------- | --------------------------- | --------------------------- | --------------------------- | --------------------------- | --------------------------- | --------------------------- | --------------------------- | --------------------------- |
| 2015                        | Regional League Division 2 – Bangkok | 3                           | 26                          | 5                           | 11                          | 10                          | 38:40                       | 26                          | 12.                         |                             |                             |                             |
| 2016                        | Regional League Division 2 – Bangkok | 3                           | 20                          | 9                           | 6                           | 5                           | 26:22                       | 33                          | 3.                          |                             |                             |                             |
| 2017                        | Thai League 3 – Lower                | 3                           | 28                          | 15                          | 5                           | 8                           | 49:32                       | 50                          | 3.                          |                             |                             |                             |
| Deffo FC                    |                                      |                             |                             |                             |                             |                             |                             |                             |                             |                             |                             |                             |
| 2018                        | Thai League 3 – Lower                | 3                           | 26                          | 4                           | 11                          | 11                          | 24:36                       | 23                          | 14. ▼                       |                             |                             |                             |
| Rangsit United FC           |                                      |                             |                             |                             |                             |                             |                             |                             |                             |                             |                             |                             |
| 2019                        | Thai League 4 – Bangkok              | 4                           | 24                          | 5                           | 4                           | 15                          | 19:39                       | 19                          | 11.                         |                             |                             |                             |
| Inter Bangkok FC            |                                      |                             |                             |                             |                             |                             |                             |                             |                             |                             |                             |                             |
| 2020                        | Thai League 4 – Bangkok              | 4                           | 2                           | 1                           | 1                           | 0                           | 2:1                         | 4                           | 5.                          |                             |                             |                             |
| 2020/21                     | Thai League 3 – Bangkok Metropolitan | 3                           | 20                          | 1                           | 5                           | 14                          | 12:35                       | 8                           | 14.                         |                             |                             |                             |
| 2021/22                     | Thai League 3 – Bangkok Metropolitan | 3                           | 26                          | 3                           | 7                           | 16                          | 16:60                       | 16                          | 12.                         |                             |                             |                             |
| 2022/23                     | Thai League 3 – Bangkok Metropolitan | 3                           | 26                          | 7                           | 6                           | 13                          | 26:28                       | 27                          | 10.                         | 1. Runde                    | 1. Qualifikationsrunde      |                             |
| 2023/24                     | Thai League 3 – Bangkok Metropolitan | 3                           | 26                          | 4                           | 8                           | 14                          | 24:49                       | 20                          | 11.                         | 2. Runde                    | 1. Qualifikationsrunde      | 1. Runde                    |
| 2024/25                     | Thai League 3 – Central              | 3                           | 20                          | 4                           | 7                           | 9                           | 28:26                       | 19                          | 8.                          | –                           | –                           | Gruppenphase                |

| Abbruch nach dem zweiten Spieltag aufgrund der COVID-19-Pandemie |

## Aktueller Kader
Stand: 1. Februar 2025
| Nr. |                | Position | Name                         |
| --- | -------------- | -------- | ---------------------------- |
| 1   | Thailand       | TW       | Natthapong Jetsadang         |
| 2   | Thailand       | AB       | Afgun Jmasala                |
| 3   | Thailand       | AB       | Pitchaya Thongchinda         |
| 4   | Elfenbeinküste | AB       | Henri Jöel                   |
| 5   | Thailand       | AB       | Kittiporn Chueachil          |
| 7   | Thailand       | ST       | Thanawich Marujkla           |
| 9   | Thailand       | MF       | Kasana Santad                |
| 11  | Thailand       | ST       | Sataporn Laelek              |
| 12  | Thailand       | MF       | Bhuvadej Loachaivaj          |
| 13  | Thailand       | ST       | Seksan Ranok                 |
| 14  | Thailand       | ST       | Tuwanon Boonma               |
| 15  | Thailand       | ST       | Thanakorn Intub              |
| 16  | Thailand       | AB       | Chakrit Sibram               |
| 17  | Thailand       | MF       | Sarawut Nilphan              |
| 18  | Thailand       | AB       | Surawat Chaohiranphapchomphu |
| 19  | Thailand       | MF       | Thanakit Thongsri            |
| 20  | Thailand       | MF       | Nopparut Kingtong            |

| Nr. |           | Position | Name                   |
| --- | --------- | -------- | ---------------------- |
| 21  | Thailand  | MF       | Thitiphan Aeksiri      |
| 22  | Thailand  | MF       | Hemmaras Phummarin     |
| 23  | Thailand  | AB       | Supakrit Rodmuang      |
| 24  | Thailand  | AB       | Nattawat Munkong       |
| 26  | Thailand  | TW       | Chayakorn Srithup      |
| 27  | Thailand  | AB       | Taechita Charoenyos    |
| 28  | Thailand  | AB       | Poranai Sirirat        |
| 29  | Thailand  | ST       | Kitichai Tunnoofaeb    |
| 30  | Thailand  | MF       | Noppadon Nuylert       |
| 46  | Thailand  | AB       | Pipattanachai Takhot   |
| 47  | Thailand  | AB       | Anucha Kaeokanha       |
| 55  | Thailand  | AB       | Natthapat Purananda    |
| 56  | Thailand  | TW       | Nattapon Suansan       |
| 66  | Thailand  | AB       | Phonlasit Klahan       |
| 71  | Brasilien | ST       | Abraão                 |
| 80  | Thailand  | AB       | Kittiphan Jaingam      |
| 99  | Nigeria   | ST       | Michael Arinze Anunobi |

## Sponsoren
| Jahr | Ausrüster | Trikotsponsor |
| ---- | --------- | ------------- |
| 2015 | Deffo     |               |
| 2016 | Deffo     |               |
| 2017 | Deffo     |               |
| 2018 | Deffo     |               |
| 2019 |           |               |
| 2020 |           |               |